# گابریل کونسیل پوتزولی
گابریل کونسیل پوتزولی، متولد ۲۰ اکتبر ۱۹۹۰ در پاریس فرانسه یک مدل و بنیانگذار برند لباس هفته پاریس می‌باشد.

## زندگی‌نامه
هنگام تحصیل در رشته روانشناسی، گابریل کونزیل در سن ۱۸ سالگی در پایان کلاس‌های خودش توسط نماینده آژانس مدلینگ الیت پاریس نمایان شد.
وی سپس مدلینگ را آغاز نمود و در سطح بین‌المللی با برندهایی مثل «آرمانی، دیور، آدیداس و لاپرلا» همکاری نمود.
در سال ۲۰۱۹، او چهرهٔ برند «رالف لورن» برای مجموعه پاییز-زمستان آنها شد.
او برند پوشاک سازگار با محیط زیست هفته پاریس را در تاریخ نوامبر ۲۰۱۹ تأسیس کرد.

## زندگی خصوصی
وی از طریق پدرش بزرگ شد، مادرش بعد از جدا شدن پدر و مادرش در سن ۶ سالگی او را رها کرد.
وی در تاریخ ۲۰۱۸ با کارآفرین ایتالیایی ریکاردو پوتزولی ازدواج کرد. بعد
از یک عروسی خصوصی در مالیبو، آنها برای بار دوم در توسکانی در سپتامبر ۲۰۱۹ ازدواج کردند.
در ۹ می ۲۰۲۱، در روز مادر در ایتالیا، او بارداری خود را اظهار کرد. وی درتاریخ ۵ نوامبر ۲۰۲۱ پسری را به اسم رومئو به دنیا آورد..

## تعهدات شخصی
وی که در جوانی از بی شوقی رنج می‌برد، به ویژه به مسائل مربوط به سلامت روان پایبند بود.
وی همچنین در حساب اینستاگرام خود در مورد آندومتریوز و ناباروری خود سخن گفت، موضوعاتی که او برای تعیین بهتر پزشکی از آنها دفاع می‌کند.
وی همچنین سفیر پویش نسل بعدی «یونیسف» شد.